# Sephena ramana
Sephena ramana är en insektsart som beskrevs av Medler 2000. Sephena ramana ingår i släktet Sephena och familjen Flatidae. Inga underarter finns listade i Catalogue of Life.